# Dussartcyclops (Dussartcyclops) uniarticulatus
Dussartcyclops (Dussartcyclops) uniarticulatus – gatunek widłonoga z rodziny Cyclopidae. Opisał go w 2004 roku hydrobiolog Tomislav Karanovic, nadając mu nazwę Goniocyclops uniarticulatus.